# سارة جونسون
سارة جونسون (بالإنجليزية: Sarah Johnson)‏ هي كاتِبة وشاعرة جنوب أفريقية، ولدت في 1980 في كيب تاون في جنوب أفريقيا.